# Atlantea tulita
Espèce
Synonymes
- Synchloe tulita Dewitz, 1877[2]

Atlantea tulita est une espèce de papillons de la famille des Nymphalidae endémique de Porto Rico

## Systématique
L'espèce Atlantea tulita a été initialement décrite en 1877 par Hermann Dewitz (d) sous le protonyme de Synchloe tulita.